# Verwaltungsträger
Ein Träger öffentlicher Verwaltung (oder kurz Verwaltungsträger) ist ein Träger, der Personal und Sachmittel zur Verfügung stellt und so ein Verwaltungshandeln der öffentlichen Verwaltung erst ermöglicht.

## Makroorganisation (Verwaltungsorganisation)

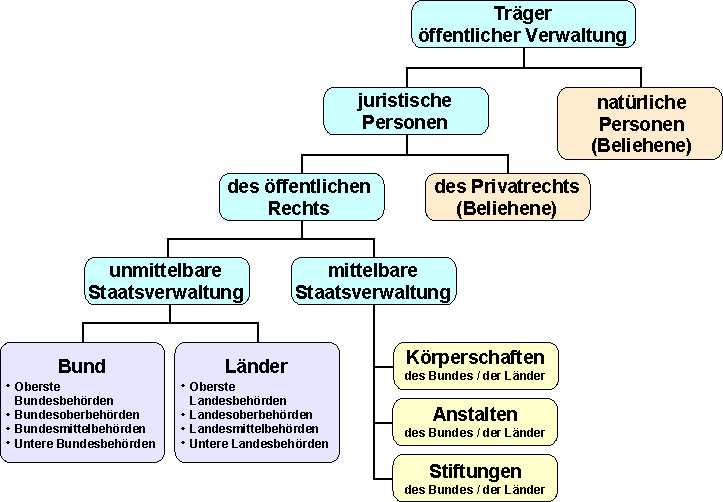
Makroorganisation

Träger der Verwaltung ist der Staat – Bund und Länder. Deshalb unterscheidet das Grundgesetz zwischen Bundes- und Länderverwaltung (Art. 30,83 ff. GG). Bund und Länder sind juristische Personen des öffentlichen Rechts und Körperschaften des öffentlichen Rechts (Gebietskörperschaften). Juristische Personen des öffentlichen Rechts werden unterteilt in Körperschaften, Anstalten und Stiftungen.  Die Körperschaften, Anstalten und Stiftungen des öffentlichen Rechts bilden die Summe der Verwaltungsträger. Privatpersonen und juristische Personen des Zivilrechts sind grundsätzlich keine Verwaltungsträger, auch dann nicht, wenn sie öffentliche Aufgaben wahrnehmen. Das trifft auch auf Verwaltungshelfer zu. Lediglich bei der Beleihung von Privaten oder juristischen Personen des Privatrechts ist umstritten, ob der Beliehene selbst Verwaltungsträger ist oder nur Organ der beleihenden Körperschaft.
Die Verwaltungsaufgaben werden entweder in unmittelbarer Staatsverwaltung oder mittelbarer Staatsverwaltung ausgeführt. Bei der unmittelbaren Staatsverwaltung nehmen der Bund oder die Länder die Verwaltungsaufgaben selbst wahr; bei der mittelbaren Staatsverwaltung tun dies die Körperschaften, Anstalten und Stiftungen des öffentlichen Rechts. Bei letzteren kann nochmals zwischen solchen, die der Staat als Selbstverwaltungsträger aus sich ausgegliedert hat (echte mittelbare Staatsverwaltung) und solchen, die gesellschaftlich gegründet wurden und die der Staat lediglich in das öffentliche Recht übernommen hat (z. B. berufsständische Körperschaften) unterschieden werden. Die Körperschaften und Anstalten der mittelbaren Staatsverwaltung des Bundes werden als bundesunmittelbare Körperschaften und Anstalten bezeichnet (Art. 86, Art. 87 Abs. 2 GG).

## Mikroorganisation

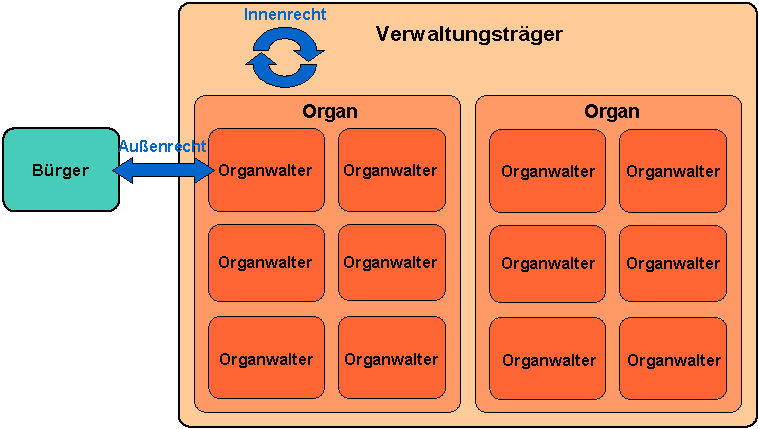
Mikroorganisation

Verwaltungsträger handeln – wie alle juristischen Personen – durch ihre Organe (Verwaltungsorgane). Diese sind organisatorisch selbständig, haben jedoch keine eigene Rechtspersönlichkeit. Sie nehmen funktionell bestimmte Zuständigkeiten des Verwaltungsträgers wahr. Hans Julius Wolff definierte Organ als durch „organisierende Rechtssätze gebildetes institutionelles, selbständiges Subjekt von transitorischen Zuständigkeiten“. Organe sind etwa der Geschäftsführer einer GmbH oder der Vorstand einer AG. Ihr Handeln wird ihrem Verwaltungsträger zugerechnet.
Hier sind auch die Behörden einzuordnen: Alle Behörden sind Organe (allerdings sind nicht alle Organe Behörden). Behörde ist dabei nicht im verwaltungsverfahrensrechtlichen Sinne (§ 1 Abs. 4 VwVfG: „jede Stelle, die Aufgaben der öffentlichen Verwaltung wahrnimmt“), sondern im verwaltungsorganisationsrechtlichen Sinne zu verstehen: als Organe, die berechtigt sind, mit Außenwirkung Aufgaben öffentlicher Verwaltung (insbes. der Erlass von Verwaltungsakten und das Schließen öffentlich-rechtlicher Verträge) wahrzunehmen. Behörden handeln dabei für ihren jeweiligen Behördenträger, jedoch im eigenen Namen. Intern kann die Behörde in Ämter, Dezernate, Abteilungen oder Referate unterteilt sein.
Die Organe schließlich handeln durch (meist mehrere) natürliche Personen, die so genannten Organwalter. Sie sind es, die letztendlich z. B. gegenüber dem Bürger tätig werden (Außenverhältnis). Anders als bei örtlicher, sachlicher und instanzieller Zuständigkeit kann eine fehlende funktionale Zuständigkeit nur in Ausnahmefällen, z. B. bei besonders grundrechtsintensiven Eingriffen (etwa nach § 33 SOG M-V; siehe § 34 1 Satz 1 SOG M-V) angegriffen werden, da sie regelmäßig nur im Innenverhältnis von Bedeutung ist.
Die Einordnung der Verwaltungseinheiten ist etwa für die Frage, gegen wen eine Klage zu richten ist (Klagegegner), wichtig. Zu beachten ist hierbei, dass die Behörden trotz fehlender Rechtspersönlichkeit evtl. selbst beklagt werden können (z. B. in Mecklenburg-Vorpommern bei Anfechtungs- und Verpflichtungsklage gem. § 78 Abs. 1 Nr. 2 VwGO i. V. m. Art. 1 § 14 Abs. 2 AGGerStrG M-V oder in Schleswig-Holstein entsprechend gem. § 6 AGVwGO Schl.-H.).

## Beispiele
Dies lässt sich am Beispiel des Verwaltungsträgers Gemeinde (einer Gebietskörperschaft) veranschaulichen. Er besteht mindestens aus zwei Organen, dem Bürgermeister und dem Gemeinderat. Diese wiederum handeln durch ihre Organwalter, etwa das Mitglied des Gemeinderats.
Ein weiteres Beispiel ist der Verwaltungsträger Handwerkskammer (eine Personalkörperschaft). Ihre Organe sind die Mitgliederversammlung, der Vorstand und die Ausschüsse.
Rundfunkanstalten können etwa einen Intendanten und einen Rundfunkrat als Organe haben.
Die Datenschutzbeauftragten der Länder sind Organe ihres Bundeslandes (wobei diese aufgrund ihrer Funktion als Kontrollinstanz nicht eindeutig der Verwaltung zugeordnet werden können).